# 8e régiment de spahis algériens
Le 8e régiment de spahis algériens est une unité de cavalerie française, formée de soldats d'origine algérienne. Henri de Bournazel et Philippe de Hautecloque, (le futur maréchal Leclerc), y ont fait leurs premières armes (respectivement en 1921 et 1934)[réf. souhaitée].

## Création et différentes dénominations
- Janvier 1921 : création du 8e régiment de spahis de marche algériens
- 1924 : prend le nom de 8e régiment de spahis algériens
- 25 décembre 1940 : Dissous
- 16 avril 1943 : recréation du 8e régiment de spahis algériens
- 1946 : Dissous
- 1er avril 1948 : création du 8e groupe d'escadron de spahis algériens
- 1953 : redevient le 8e régiment de  spahis algériens
- 30 novembre 1962 : Dissous

## Chefs de corps
- 1926 - 1928 : Lieutenant-colonel Prioux[1]
- 1928 - 1931 : Philippe de Ribocourt[1]
- 1931 - 1934 : Gaston La Palissade[1]
- 1934 - 1936 : Philibert de Tourtourac[1]
- 1936 - 1938 : Rodolphe de La Tour Fendue[1]
- 1948 - 1951 : Deluc[1]
- 1951 - 1953 : Alefsen de Boisredon[1]
- 1953 - 1955 : Navarre[1]
- 1955 - 1957 : du Temple de Rougemont[1]
- 1957 - 1958 : du Breil de Pontbriand[1]
- 1958 - 1959 : Buis[1]
- 1959 - 1961 : Keller[1]
- 1961 - 1962 : Gauthier Sainte-Marie[1]

## Historique des garnisons, combats et batailles du8erégiment de spahis

### Entre-deux-guerres
Le 8e régiment de spahis de marche algériens est créé en Oranie en janvier 1921 avec des escadrons de plusieurs régiments de spahis. Il participe aux opérations du Maroc oriental en 1921 avant d'être transféré dans l'est marocain. 
En 1924, il prend le nom de 8e régiment de spahis. En 1925, il reçoit une citation à l'ordre de l'armée pour sa conduite dans le massif de Bibane. 
Il reste au Maroc jusqu'en 1938 participant aux opérations de la poche de Taza puis du Tafilalet. Pour sa participation aux combats au Maroc, il porte dans les plis de son étendard Maroc, 1921-1926-1929-1934.

### Seconde Guerre mondiale

#### 1939
Au début de la seconde guerre mondiale, il forme le 86e groupe de reconnaissance de division d'infanterie et un régiment mixte avec le 3e régiment de spahis marocains. Il est dissout à Fédala le 25 décembre 1940.

#### 1943
Le 16 avril 1943, il est recréé en Algérie. Ses escadrons stationnent dans différentes garnisons en Tunisie, en Algérie et au Maroc. 

### De 1945 à nos jours
Il est dissout en 1946, ses traditions étant gardées par le 2e régiment de chasseurs d'Afrique. 

#### Guerre d'Indochine
Il est recréé le 1er avril 1948 sous le nom de 8e groupe d'escadron de spahis algériens. En novembre, il forme le 8e groupe de spahis algériens à pied qui part pour l'Indochine. Il débarque à Haïphong le 18 avril 1949. Il participe à de nombreuses opérations lors de la guerre d'Indochine. En 1951 il devient 8e groupe d'escadrons de spahis algériens portés et en 1953, il reprend le nom de 8e régiment de  spahis algériens. Pour récompenser sa valeur, il reçoit trois croix de guerre des théâtres d'opérations extérieurs avec une étoile de vermeil et trois palmes. Le 5 juillet 1955, le régiment quitte l'Indochine pour l'Algérie. 

#### Guerre d'Algérie
À partir de 1955, il participe à la guerre d'Algérie jusqu'en 1962 gardant des secteurs. Il est dissout le 30 novembre 1962 à Sissonne. 

## Devise
Oranie… Tes Spahis sont des Lions !
Que la protection de Dieu soit sur nous (devise en arabe)

## Étendard
Il porte, cousues en lettres d'or dans ses plis, les inscriptions suivantes,
- Maroc 1921-1926-1929-1934
- Indochine 1949-1954
- AFN 1952-1962

## Décorations
Sa cravate est décorée de la Croix de guerre des Théâtres d'opérations extérieurs.

### Sources et bibliographie
1. 1 2 3 4 5 6 7 8 9 10 11 12 13 14 15 16  « 8e Régiment de Spahis Algériens », sur cavaliers.blindes.free.fr (consulté le 30 mai 2020)
2. 1 2 3 4  Claude Aïcardi et C. Girard, « Historique succinct du 8e régiment de spahis algérien », sur cavaliers.blindes.free.fr, 12 mai 2012 (consulté le 30 mai 2020)
3. 1 2  Claude Aïcardi et Claude Girard, « FICHE INDOCHINE du 8e SPAHIS ALGERIENS », sur cavaliers.blindes.free.fr, 3 septembre 2013 (consulté le 30 mai 2020)
4. ↑  Claude Aïcardi et Claude Girard, « Fiche Algérie 1939-1945 du 8e spahis algériens », sur cavaliers.blindes.free.fr, 15 mai 2012 (consulté le 30 mai 2020)
5. ↑  Décision no 12350/SGA/DPMA/SHD/DAT du 14 septembre 2007 relative aux inscriptions de noms de batailles sur les drapeaux et étendards des corps de troupe de l'armée de terre, du service de santé des armées et du service des essences des armées, Bulletin officiel des armées, no 27, 9 novembre 2007
6. ↑  Arrêté relatif à l'attribution de l'inscription AFN 1952-1962 sur les drapeaux et étendards des formations des armées et services, du 19 novembre 2004 (A) NORDEF0452926A Michèle Alliot-Marie